# Gérard Sainpy
Gérard Sainpy, né à Nancy,  est un pilote de rallyes et de courses de côte français.

## Biographie
Après deux courses comme navigateur sur Mini Austin Cooper, sa carrière de pilote s'étale de 1965 (course de côte de Belleau sur Lotus Super Seven) à 1980 (course de côte de Montgueux, victoire de Groupe 4 sur Ford Escort RS).
En 1971 il débute réellement en rallye, sur Alpine A110 1600 S durant deux saisons, avant de passer sur Ford Capri RS 1600 en 1973.
Sa meilleure performance en WRC est une 10e place au rallye de Finlande en 1976, sur Ford Escort RS 2000 du Groupe N, en tant que pilote officiel Ford France (coéquipiers  Anny-Charlotte Verney et Guy Chasseuil). Il remporte également le prologue du Rallye de Côte d'Ivoire la même année.
Il reprend par la suite la direction de la concession Ford familiale nancéienne.

## Palmarès

### Titre
- Champion de France du Groupe 2 des rallyes: 1975, copilote Jean-Jacques Gilbault sur Ford Escort RS 1600 (devant Jean-Louis Clarr);

### Victoires et podiums notables en rallye (sur Ford Escort)
- Ronde de Champagne: 1974;
- Critérium des Ardennes: 1975;
  - 2e du rallye de Printemps: 1972;
  - 3e du rallye de Lorraine: 1975;
  - 3e du rallye du Var: 1975;
  - 3e du tour de l'Aisne: 1975.